# Forbes & Wallace
Forbes en Wallace was een Amerikaanse warenhuisketen gevestigd in Springfield, Massachusetts .

## Geschiedenis

### Vroege jaren
De Forbes and Wallace Store werd gebouwd door de partners Alexander B. Forbes en Andrew Brabner Wallace in 1873 op de hoek van Main Street en Vernon Street (later Boland Street) in Springfield, Massachusetts. In 1896 ging Forbes met pensioen en werd Wallace eenmanszaak.
In 1905 bestond het warenhuis uit acht verdiepingen en was uitgegroeid tot een complex van zes gebouwen, dat het hele stadsblok besloeg. Forbes & Wallace werd beschouwd als het toonaangevende winkelbedrijf van Springfield.

### Uitbreiding
In de jaren 1940 tot begin jaren 1970 runde Forbes & Wallace ook verschillende andere warenhuizen in Massachusetts en de staat New York onder hun oorspronkelijke namen. In Massachusetts werden winkels geëxploiteerd in het nabijgelegen Holyoke onder de naam McCauslan Waklen, en in Northampton onder de naam McCallum's. De voormalige locatie van McCallum is nu de locatie van de succesvolle overdekte Thornes Marketplace, die eind jaren zeventig de leegstaande ruimte overnam. 
De Boston Store in het centrum van North Adams, Massachusetts, maakte ook deel uit van de Forbes & Wallace-keten. In de staat New York exploiteerde het Wallace's-warenhuizen in het centrum van Schenectady en in Kingston en Poughkeepsie tot deze in 1975 werden gesloten.
In de Fairfield Mall in Chicopee, Massachusetts, exploiteerde Forbes & Wallace een vestiging van 5.600 m². Forbes & Wallace en de inmiddels ter ziele gegane discounter Two Guys waren de twee ankerwinkels van het goedkope winkelcentrum. De Forbes & Wallace in Fairfield Mall werd halverwege de jaren zeventig gesloten en vervangen door het inmiddels ter ziele gegane discountwarenhuis Caldor.
Forbes & Wallace had ook filialen in de Eastfield Mall in Springfield, Massachusetts en opende een kleine winkel aan de Manchester Parkade in Manchester. De vestiging in de Eastfield Mall bediende de welvarende oostelijke en zuidoostelijke voorsteden van Springfield en was een zeer populaire winkelbestemming. De vestiging  in Manchester was niet zo succesvol, doordat het in een klein winkelcentrum gevestigd was op enige afstand van het normale klantengebied van Forbes & Wallace. Het moest vergeefs concurreren met de gevestigde warenhuizen G. Fox & Co. en Sage-Allen Co. in Hartford, Connecticut. 
Na de ondergang van het in Worcester, Massachusetts gevestigde warenhuis Denholm &amp; McKay Company in 1973, exploiteerde Forbes & Wallace kort een winkel in de Auburn Mall in Auburn op de voormalige locatie van Denholm.

### Sluiting

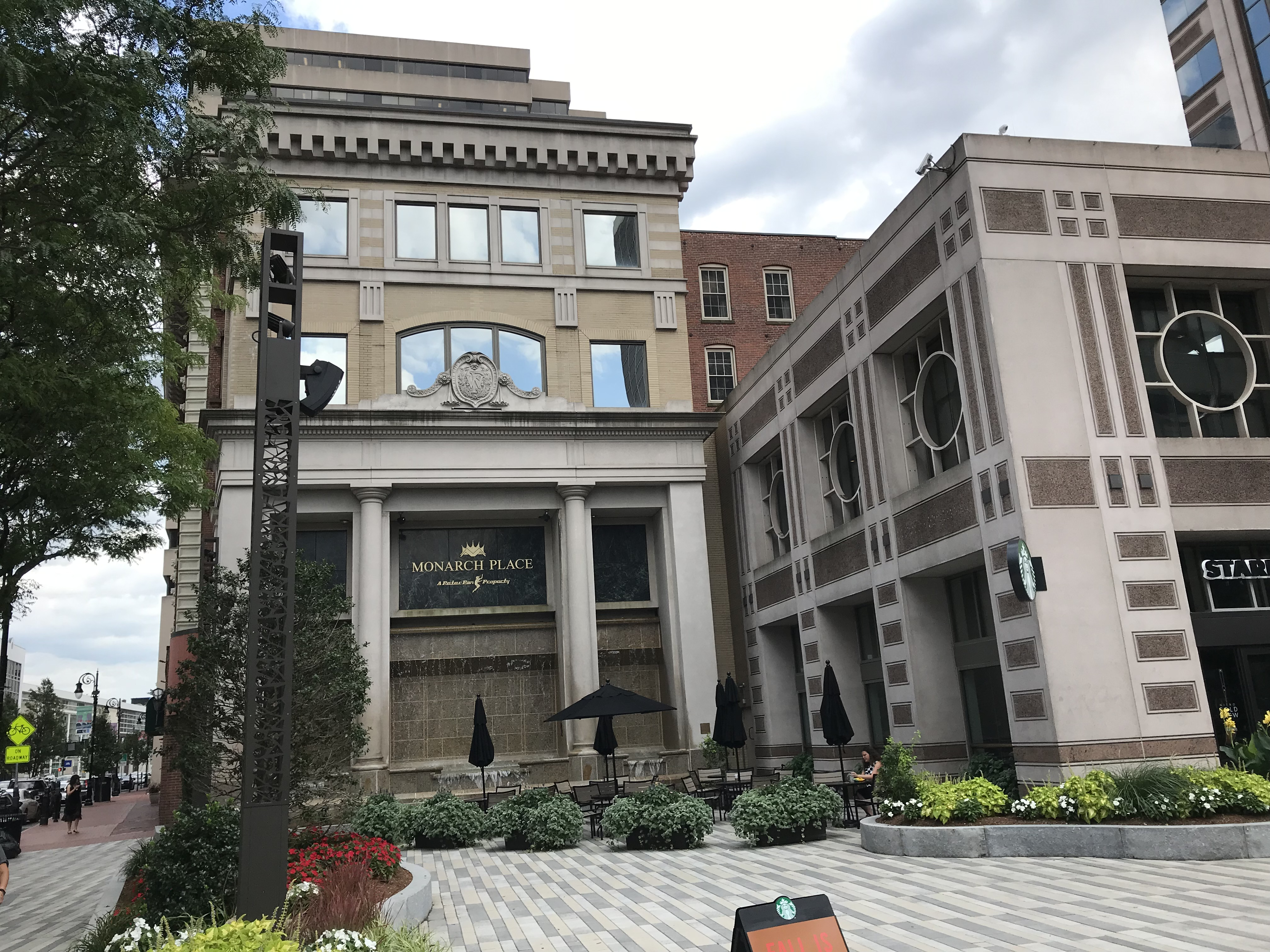
Gevel van Forbes & Wallace Plaza op Monarch Place, gebouwd als eerbetoon aan de motieven van het voorgaande gebouw

In 1970 had het een loopbrug die het warenhuis verbond met de nieuwe 30 verdiepingen tellende Bay State West-complex. Bay State West had een winkelplein dat ook verbonden was met het andere toonaangevende particuliere warenhuis van Springfield, Steiger's. In 1976 werd de winkel gesloten en bleven de gebouwen leegstaan tot de sloop in 1982. 
In 1987 werd het Monarch Place-complex gebouwd op het voormalige terrein van de winkel. 